# Scurtă istorie

Celebrul personaj a lui Ion Popescu Gopo, omulețul său hiperstilizat

Scurta istorie este un film de animație românesc din anul 1956. A primit premiul Palme d'Or la Festivalul de film de la Cannes.

## Critică
Filmul lui Gopo acumulează în zece minute idei politice, într-o povestire umoristică plină de ritm și de imaginație. Este foarte important că filmul său nu datorează cu rigurozitate nimic nici lui Disney, nici lui Grimault, nici școlii cehoslovace, nici celei sovietice. Acest filmuleț a fost la Cannes o descoperire care trebuia semnalată prin strălucirea unui mare premiu - Georges Sadoul - 1957 (Dictionnaire des cineastes)

## Altele
Anumite fragmente din acest film au fost refolosite în pelicula Comedie fantastică (1975).